# دونا بيكر
دونا بيكر (بالإنجليزية: Donna Baker)‏ (27 فبراير 1966 - ) هي لاعبة كرة قدم نيوزلندية في مركز الوسط. شاركت مع منتخب نيوزيلندا الوطني لكرة القدم للنساء. أما مع النوادي، فقد لعبت مع نادي أودنسه ونادي ليفربول لكرة القدم للسيدات وVorup Frederiksberg Boldklub ‏.

## وصلات خارجية
- دونا بيكر على موقع الاتحاد الدولي (مؤرشف)  (الإنجليزية)